# Alva Lundin
Alva Lundin (Killinge, 11 de mayo de 1889 - 4 de febrero de 1972), de soltera Alva Lindbohm, fue una artista y diseñadora de intertítulos sueca, que desarrolló su carrera durante 4 décadas en la industria del cine sueco en la era del cine mudo y los primeros años del cine sonoro. A lo largo de su carrera, trabajó con prácticamente todos los directores activos en Suecia y fue contratada por la mayoría de los estudios de la época. Ha sido considerada una referente en la creación de intertítulos.

## Trayectoria
Nacida en Kvillinge, en la provincia de Ostrogotia en 1889, Lundin se mudó a Estocolmo tras la muerte de su padre. De 1904 a 1906, asistió a la sección femenina de la escuela de arte Tekniska Skolan, posteriormente rebautizada como Konstfack o Universidad de Artes, Oficios y Diseño, donde estudió varias técnicas de dibujo y diseño. Esto ocurrió en una época en la que asistir a la escuela de arte como mujer en Suecia era algo aceptado pero poco común.
Tras completar sus estudios, trabajó como ilustradora y calígrafa en AB Hasse W. Tullberg, donde probablemente conoció a Sven Lundin, con quien contrajo matrimonio en 1915. Juntos fundaron Lundins Ritbyrå (Compañía de dibujo de Lundin), siendo Sven el encargado de la parte administrativa y Alva del trabajo artístico.
Alva Lundin comenzó su carrera en el cine en 1919 en SF Studios, justo cuando la práctica de crear intertítulos más decorativos y expresivos mediante tipografía creativa, bordes ornamentados u otros tipos de ilustraciones llegó a la industria cinematográfica sueca, algunos años después de haberse establecido en Hollywood. La transición al uso de intertítulos ha sido considerada como lo que en última instancia elevó a las películas del estatus de primitividad, aportando lo que Katherine Nagels llamó "elementos visotextuales clave". El trabajo de Lundin en SF Studios consistía en el diseño de los intertítulos de la película El tesoro de Arne de Mauritz Stiller.
A lo largo de la década de 1920, Lundin se consolidó como la diseñadora de títulos más prolífica del cine sueco, creando intertítulos para al menos diecinueve películas mudas, como Erotikon de 1920. Sin embargo, no fue hasta 1927 cuando empezó a firmar sus trabajos con las iniciales "AL".
En la década de 1940, cuando las técnicas de diseño de intertítulos pasaron de la elegante tipografía sobre cartulina sobretintada o enrollada hacia otras ideas y formas, Lundin adaptó su estilo incorporando tipografía superpuesta sobre imágenes en movimiento en películas como "Banketten" (1948) de Hasse Ekman y "Törst" (1949) de Ingmar Bergman, con quien trabajó en otras 3 películas. En "Fröken Julie" (1951), la secuencia inicial del título sirve como comentario de la película que sigue.
Con la transición al cine sonoro, continuó diseñando secuencias de créditos para casi 500 largometrajes, además de ilustraciones, gráficos y tipografías para filmes tanto como educativos como promocionales. Ingmar Bergman la contrató para diseñar nueve cortometrajes comerciales para el jabón de la marca Bris a principios de la década de 1950.
Lundin trabajó en la industria cinematográfica hasta finales de la década de 1950. Creó su última secuencia de títulos en 1960 para el cortometraje Nybyggarna i Faxälven (Los colonos de Faxälven), un documental sobre la población de castores de la provincia septentrional sueca de Angermania.

## Legado
Los intertítulos de Lundin seguían la secuencia popularmente utilizada para los intertítulos de la época, y aun así su trabajo ha sido considerado como prolífico, y a ella misma como la "Néstor de los calígrafos cinematográficos suecos". Se ha considerado que la eficacia de los intetítulos de Lundin contribuyó significativamente a la comprensión de los espectadores, al tiempo que mejoraba el humor de la película. En 1924, Filmnyheter proclamó a Lundin como "la única especialista en títulos de películas [sueca]", un título notable para una mujer durante un período en el que su presencia en la industria era una anomalía, ya las artistas suecas de la época que podían mantenerse con su arte eran generalmente ilustradoras de libros infantiles.

## Filmografía
- El tesoro de Arne (1919)
- Erotikon (1920)
- Mälarpirater (1923)
- Boman på utställningen (1923)
- Gösta Berlings saga/del I (1924)
- Gösta Berlings saga/del II (1924)
- Damen med kameliorna (1925)
- Flickan i frack (1926)
- Drottningen av Pellagonien (1927)
- Parisiskor (1928)
- Synd (1928)
- Ådalens poesi (1928)
- Hans Kungl (1928)
- Svarte Rudolf (1928)
- Rågens Rike (1929)
- Charlotte Löwensköld (1930)
- Un rostro de mujer (1938)